# Luis Enríquez de Cabrera y Álvarez de Toledo
Luis Enríquez de Cabrera y Álvarez de Toledo (Madrid, 1649 - Toledo, octubre de 1713), VIII duque de Medina de Rioseco, X conde de Melgar y Rueda, XII de Modica y Osona, XXXIV vizconde de Cabrera y de Bas.
Bautizado en la parroquia de San Martín, en Madrid, el 6 de septiembre de 1649, era hijo segundogénito de Juan Gaspar Enríquez de Cabrera y Sandoval, VI duque de Medina de Rioseco etc., y su esposa Elvira de Toledo Ponce de León, hija del I marqués de Villanueva de Valdueza. Contrajo matrimonio en Santa María de la Almudena, el 1 de mayo de 1674, con Teresa Enríquez de Almansa Velasco Borja Yuca y Loyola, IX marquesa de Alcañices, III marquesa de Santiago de Oropesa, señora de Almansa y XVIII señora de Loyola. Con ella tuvo a:
- Pascual Pedro, que sucedió en sus títulos.
- María de la Almudena Enríquez de Cabrera y Enríquez de Almansa, XI marquesa de Alcañices, V de Santiago de Oropesa y XX señora de Loyola, que murió soltera.

Fue enterrado en el Convento de Valdescopezo, de Medina de Rioseco, el 21 de octubre de 1713. 